# Nguyên tắc giá thị trường
Nguyên tắc giá thị trường (nguyên tắc chiều dài cánh tay) - arm's length principle (ALP) là điều kiện hoặc thực tế là các bên tham gia giao dịch một cách độc lập và có quan điểm bình đẳng. Một giao dịch như vậy được gọi là "giao dịch giá thị trường".
Nó được sử dụng cụ thể trong pháp luật hợp đồng để sắp xếp một thỏa thuận để tuân thủ sự giám sát pháp lý, mặc dù các bên có thể có chung lợi ích (ví dụ: nhân viên của chủ lao động) hoặc có liên quan quá chặt chẽ để được coi là hoàn toàn độc lập (ví dụ: các bên có quan hệ gia đình).
Quan hệ giá thị trường được phân biệt với quan hệ ủy thác, trong đó các bên không đứng ngang hàng, mà thay vào đó, sự bất đối xứng về quyền lực và thông tin sẽ tồn tại.
Đây cũng là một trong những yếu tố chính trong thuế quốc tế vì nó cho phép sự phân bổ đầy đủ các quyền đánh thuế lợi nhuận giữa các quốc gia áp dụng các công ước thuế kép, thông qua định giá chuyển nhượng, lẫn nhau. Định giá chuyển nhượng và nguyên tắc giá thị trường là một trong những tiêu điểm của dự án Chống xói mòn cơ sở tính thuế và chuyển lợi nhuận (BEPS) được phát triển bởi OECD và được chứng thực bởi G20.

## Ví dụ trong pháp luật hợp đồng
Một ví dụ đơn giản về việc không tuân thủ giá thị trường là việc bán bất động sản từ cha mẹ cho con cái. Cha mẹ có thể muốn bán tài sản cho con cái của họ với giá thấp hơn giá trị thị trường, nhưng một giao dịch như vậy sau đó có thể được tòa án phân loại là một món quà chứ không phải là một vụ mua bán thực sự, có thể gây ra rủi ro về thuế và các hậu quả pháp lý khác. Để tránh sự phân loại như vậy, các bên cần chỉ ra rằng giao dịch được thực hiện không khác gì so với cách thức mà nó đã được thực hiện đối với một bên thứ ba tùy ý. Điều này có thể được thực hiện, ví dụ, bằng cách thuê một bên thứ ba độc lập, chẳng hạn như thẩm định viên hoặc nhà môi giới, người có thể đưa ra ý kiến chuyên nghiệp rằng giá bán phù hợp và phản ánh giá trị thực của tài sản.
Nguyên tắc này thường được viện dẫn để tránh mọi ảnh hưởng của chính phủ không đáng có đối với các cơ quan khác, chẳng hạn như hệ thống pháp luật, báo chí hoặc nghệ thuật. Ví dụ, trong Hội đồng nghệ thuật Vương quốc Anh  thực hiện nguyên tắc "giá thị trường" trong việc phân bổ số tiền họ nhận được từ chính phủ.
Tại nơi làm việc, các giám sát viên và quản lý xử lý kỷ luật nhân viên và thanh lý lao động trong thời gian dài thông qua bộ phận nhân sự, nếu công ty có. Trong những trường hợp như vậy, việc chấm dứt và kỷ luật phải được đưa ra bởi các nhân viên có đào tạo và chứng nhận để làm việc đó một cách hợp pháp. Điều này nhằm bảo vệ người sử dụng lao động khỏi sự truy đòi pháp lý mà người lao động có thể có trong trường hợp có thể chứng minh rằng kỷ luật hoặc việc chấm dứt đó không được xử lý theo luật lao động mới nhất. Đối với người lao động trong môi trường công đoàn, người quản lý cửa hàng có thể đại diện cho người lao động, trong khi bộ phận nhân sự đại diện cho công ty, vì vậy mà cả hai bên đang ở trên một cách bình đẳng hơn và có thể giải quyết những vấn đề bên ngoài của tòa án, sử dụng không chính thức đàm phán hoặc khiếu nại, tiết kiệm cho cả hai bên về thời gian và tiền bạc. Các giao dịch về giá thị trường trong trường hợp này có nghĩa là cả nhân viên và giám sát viên đều có người biện hộ đủ điều kiện.

## Luật thuế quốc tế
Tổ chức Hợp tác và Phát triển Kinh tế (OECD) đã áp dụng nguyên tắc tại Điều 9 của Công ước Thuế theo Mô hình OECD, để đảm bảo rằng giá chuyển nhượng giữa các công ty của các doanh nghiệp đa quốc gia được thiết lập trên cơ sở giá trị thị trường. Trong bối cảnh này, nguyên tắc có nghĩa là giá phải giống như chúng đã có, nếu các bên tham gia giao dịch không có mối quan hệ liên quan với nhau. Điều này thường được coi là nhằm mục đích ngăn chặn lợi nhuận bị lệch một cách có hệ thống đối với các quốc gia có thuế suất thấp nhất, mặc dù hầu hết các quốc gia cũng lo ngại về giá không đáp ứng việc đánh giá nguyên tắc giá thị trường do không tập trung hơn là do thiết kế và chuyển lợi nhuận sang bất kỳ quốc gia nào khác (cho dù nó có thuế suất thấp hay cao).
Công ước thuế theo mô hình OECD cung cấp khung pháp lý cho các chính phủ để có phần thuế hợp lý và cho các doanh nghiệp tránh đánh thuế hai lần vào lợi nhuận của họ. Tiêu chuẩn về giá thị trường là công cụ để xác định số tiền lợi nhuận sẽ được quy cho một thực thể và do đó, mức độ yêu cầu thuế của một quốc gia đối với thực thể đó. OECD đã phát triển các hướng dẫn kỹ lưỡng về cách áp dụng nguyên tắc giá thị trường trong bối cảnh này. Theo cách tiếp cận này, một mức giá được coi là phù hợp nếu nó nằm trong một phạm vi giá sẽ được tính bởi giao dịch giữa các bên độc lập theo giá thị trường. Đây thường được định nghĩa là một mức giá mà người mua độc lập sẽ trả cho người bán độc lập cho một mặt hàng giống hệt nhau theo các điều khoản và điều kiện giống hệt nhau, trong đó không có bất kỳ sự ép buộc nào phải hành động.
Định giá chuyển nhượng đã trở thành một chủ đề gây tranh cãi  trong những năm qua, góp phần vào sự phát triển của dự án Chống xói mòn cơ sở tính thuế và chuyển lợi nhuận (BEPS) của OECD và với sự chứng thực của G20.
Tổ chức Hải quan Thế giới (WCO) và Tổ chức Thương mại Thế giới (WTO) cũng đã áp dụng nguyên tắc giá thị trường trong định giá Hải quan. Hiệp định về việc thực hiện Điều VII (được gọi là "Hiệp định WTO về định giá hải quan" hoặc "Hiệp định định giá") đảm bảo rằng việc xác định giá trị hải quan cho việc áp dụng thuế suất đối với hàng hóa nhập khẩu được thực hiện theo cách trung lập và thống nhất, loại trừ sử dụng các giá trị hải quan tùy tiện hoặc hư cấu.